# Bothriomyrmex syrius
Bothriomyrmex syrius é uma espécie de inseto do gênero Bothriomyrmex, pertencente à família Formicidae.